# Ускоци
Ускоцима су се називали Срби који су избегли са османске територије у пограничне крајеве Аустрије и Млетачке републике. Они су ускакали у османске пограничне крајеве Османског царства. О ускочком ратовању испеване су многе народне песме, сличне онима о хајдуцима. Млетачка република и Аустрија често хајдуцима зову своје ускоке. Од аустријских ускока најпознатији су котарски као што је Стојан Јанковић, затим сењски као што су Сењанин Иво, Сењанин Јуриша и Сењанин Тадија. Ускоци су ратовали на пространој територији аустријског и млетачког приморја. Познатих ускока је било и у Клису. Од ускока на млетачкој територији најпознатији је био Бајо Пивљанин. Осим тога, у дијелу данашње Црне Горе, посебно у Горњој Морачи, такође су се окупљали ускоци из окупираних дијелова Османског царства. Тако је између племена Дробњака и Мораче настало читаво једно племе, названо Ускоци. Посебно су били познати ускоци из Горње Мораче, а међу њима сердар Малиша Бућић са Требјешанима, од којих је најпознатији био Вук Лопушина, затим Михајло Попадић, Драго и Јоксим Пејовић и Матија Јушковић из Горњег Поља код Никшића, Гаврило и Јован Шибалија из Превиша у Дробњаку, те Драга Мастиловић и Јакша Авдаловић Гачанин из Гацка.

## Историја
Термин „ускок” подразумева све оне који су, склањајући се из Турске, настањивали и потом „ускакали” са територије неке од суседних хришћанских држава у походе на османлијску територију. Ускочки подухвати нису се разликовали од хајдучких. Термин „ускок” од 16. до 18. века користио се углавном да би се означиле две истакнуте групе крајишника: једна у Сењу и околини која је била под аустријском управом, а друга у Равним котарима, под млетачком влашћу.
Сењ је било најјужније упориште аустријске Војне границе. Сењска крајина заузимала је подручје од Речине до Бага (Карлобага) и ушћа Зрмање дуж мора и на копну од Сења до Бриња и Оточца. Сењ је био слободан краљевски град под управом једног капетана. Од 1469. године град је под влашћу Угарске, а од 1527. под влашћу Хабзбурговаца. Крајем 16. века град је постао седиште Приморске крајине. Налазио се на тромеђи Аустрије, Турске и Млетачке републике. У њега су бежали одметници из суседних држава. У изворима „ускоци” се помињу као пребези, Власи, Чићи, понегде и Турци.
Први сукоб ускока са Млечанима је из 1509. године када су они напали Крк и запленили многу стоку. Сењ је постао ускочки град 1537. године, када су Турци заузели Клис приморавајући његову посаду да потражи другу тврђаву. Међутим, у Сењ се бежало и пре 1537. године. Пад Клиса под Турке један је од оних догађаја који је подстакао хришћански свет да оснује Свету лигу за борбу против муслимана. Са кратким изузетком Кипарског рата (1570—1573), од рата Свете лиге (1537) па до укидања Сења као гусарског гнезда (1617), нису престајали сукоби између ускока и Венеције. Сукоби су отпочели када су ускоци и након склапања мира између Порте и Венеције наставили са упадима у Турску. Они су деловали на Јадранском мору, између Сења и Неретве, али су стизали чак до Боке Которске. Млетачка република их је огласила као разбојнике због кршења мира са Турцима и оспоравања млетачког суверенитета на Јадранском мору. Турци су се истовремено суочавали са ускоцима на мору и хајдуцима на копну. Ускоци су били разлог сталних неспоразума Турске и Венеције. Непријатељство ускока и Млетачке републике прекинуто је током Кипарског рата у коме су били савезници. Посебно велике штете тада је претрпела Дубровачка република. Ускоци узимају учешћа и у Дугом рату. Папа Климент VIII прогласио их је непријатељима хришћанства. Један од њихових највећих подухвата у овом рату је освајање Клиса 1596. године. Турци су успели да га поврате.
У првим годинама након пада Клиса није било броја ускочким нападима на Дубровник, Млетачку и Турке. Цар је послао Јозефина Рабату у Венецију да реши са тамошњом владом ускочко питање. Рабата је пустио да Сењ запоседне одређени број немачких војника. Наредио је да се позову и затворе виђенији ускоци. Неке од својих коловођа Рабати су предали сами ускоци. Ускоци су крајем 1601. године провалили у Рабатину кућу и убили га. Након Рабатиног убиства, Млетачка је озбиљније приступила решавању ускочког питања у кога су се укључили и Шпанци и папа. Папа стаје на страну Аустрије против Млетачке. Папа Павле V је 1606. године ставио Млетачку републику под интердикт. Ускочки рат могао је слободније да се распламса. Ускоци се везују за побуну у Клишком санџаку 1603. године у коју су се, поред хришћанске раје, укључили и муслимански бегови. Устанак је уперен против Мехмед-бега који је убрзо смењен и постављен за босанског пашу. У ускочким походима посебно се 1604. године истиче Иван Влатковић који је опленио село Карин и нека села близу Шибеника. Следеће године ускоци су опленили Требиње. Најсмелији подухват ускока десио се исте године када су ускоци, под вођством Ивана Влатковића, освојили и спалили Скрадин.
Ускоци настављају са ратом против Турака и после 1606. године. Цар није могао да их спречи. Бечким споразумом из 1613. године Венеција се приближила решавању ускочког питања. Цар је уговором обећао да ускоци неће ометати пловидбу дуждевих поданика на Јадрану. Предвиђена је смртна казна за свакога ко би из Сења узнемиравао суседе. Међутим, 1615. године избија Ускочки рат између Аустрије и Млетачке, због кршења одредби Бечког споразума. Млетачка војска је на Истри почела да уништава аустријска насеља. Са међународног становишта, Ускочки рат израз је немира у Европи почетком 17. века и увод је у Тридесетогодишњи рат. Млетачка војска је у јесен 1615. године поражена код Трста. Истра је била поприште борби током следеће године. Мировни уговор закључен је у Паризу 1617. године, а ратификован је исте године у Мадриду. Аустрија је преузела обавезу да истера ускоке из Сења и да уместо њих образује посаду од немачких плаћеника. Одредбе су спроведене почетком следеће године; ускоци су протерани из Сења у унутрашњост. Насељени су већином у Жумберку и Оточцу, а остатак у околини Пазина и испод Учке.

## Записи Јанеза Вајкарда Валвазора
О Ускоцима писао је и крањски племић Јанез Вајкард Валвазор у опсежној енциклопедији Крањске и околиине (Слава војводине Крањске, 1689).
Валвазор је поделио Ускоке, Славонце, Истране, Речане, Кочевце, Хрвате као различите. Ускоци су себе именовали Власи или Лахи и тако их је описао као Ускоци или Власи, живећи између Метлике и Новог Места, код Подбрежја, Винице и хрибовима Жумберака. Данак не плаћају и баве се сточарством, посебно као овчари Заједно су добро повезани и упорни код тражења младе, чак и насилно одводе преко ноћи до „калуђера” (којег именује и влашки духовник или мених). Немају гробља него Ускоке сахрањују на лицу места, на гроб приложе хлеб и новац (солд или грош), покрију земљом и код главе поставе већи камен. Попу за задушницу дају пет крањских дуката. Посебно је описао ако премине дете, где мајка на сахрани веома упорно вређа Смрт и на крају баци колевку на гроб и погази је на делове, да би се Смрт удавила. Валвазор је описао да ако би Смрт то чула изгубила би вид и слух.
О фолкору — Ускоци носе живе боје (марамице) црвене, плаве, а на ногама носе опанке, које имају на врху мање рупе кроз које се врпцом опанци завежу.. Говоре влашки језик, који је сличан хрватскоме али не тако близу крањског. У Крањској су протерали лутеранство и главна вера је била католичка, али код Ускока наводи засебну веру блиску римокатоличкој и држи их као шизматике, црквене расколнике, јер не признају римског папу. Валвазор је навео и да Ускоци тешко одолевају пљачки и да је у тим крајевима добро имати личну стражу.

## Ноте
1. ↑  У опису Ускочког калуђера-попа записано је "такви људи се код Москвича такође називају попом.[4]
2. ↑  Мишљено на словеначки језик данас